# 1467 en littérature
| Années de la littérature : 1464 - 1465 - 1466 - 1467 - 1468 - 1469 - 1470    |
| Décennies de la littérature : 1430 - 1440 - 1450 - 1460 - 1470 - 1480 - 1490 |

Cet article présente les faits marquants de l'année 1467 en littérature.

## Parutions
- Charon de Giovanni Pontano[1].

### Romans
- 1er mai : Hypnerotomachia Poliphili (Songe de Poliphile), attribué à Francesco Colonna, imprimé à Venise en 1499[2].
- Mariotto et Ganozza, nouvelle de Masuccio Salernitano, première ébauche de l'intrigue de Roméo et Juliette de William Shakespeare[3].
- De amore Camilli et Emiliæ Aretinorum, roman de Francesco Florio, rédigé à Tours en 1467, imprimé à Paris vers 1473 et 1475 par Pierre César et Jean Stoll[4].

## Naissances
- 26 janvier : Guillaume Budé, écrivain et humaniste français (mort en 1540).
- 16 novembre : Girolamo Casio, poète italien, mort en 1533.

## Décès
- Vers 1467 :
  - William Latimer, prêtre catholique et helléniste anglais, mort en 1545.
  - Gregor Reisch, chartreux allemand, auteur de la première encyclopédie imprimée, la Margarita philosophica, mort à Fribourg le 9 mai 1525.